# Peter Roth (Fußballspieler)
Peter Roth ist ein ehemaliger Fußballspieler, der 1947 als Ersatztorhüter für den FC Bayern München zum Einsatz kam.

## Karriere
Roth kam als Torhüter in drei Punktspielen der Saison 1946/47 für den FC Bayern München in der Oberliga Süd, der seinerzeit höchsten deutschen Spielklasse, zum Einsatz. Dabei vertrat er den langjährigen Stammtorhüter Rudolf Fink erstmals am 30. März 1947 beim 2:1-Auswärtssieg gegen den Karlsruher FC Phönix. Auch beim 8:1-Sieg Ende April beim BC Augsburg stand er zwischen den Pfosten, ebenso bei der 3:4-Heimniederlage am 11. Mai 1947 gegen den Karlsruher FV. In jenem Spiel hatte seine Mannschaft noch bis zur 67. Minute mit 3:1 in Führung gelegen, ehe Roth innerhalb von sieben Minuten drei Gegentore hinnehmen musste. Mit der Mannschaft erreichte er am Saisonende den elften Tabellenplatz. Alle drei Mannschaften, gegen die Roth im Saisonverlauf im Tor gestanden hatte, stiegen am Saisonende in die Landesliga ab.